# (72531) 2001 DV98
(72531) 2001 DV98 – planetoida z pasa głównego asteroid okrążająca Słońce w ciągu 5,3 lat w średniej odległości 3,04 j.a. Odkryta 17 lutego 2001 roku.